# نادي نجم أنزا
الجمعية الرياضية نجم أنزا أو نجم أنزا هو نادي كرة قدم مغربي من مدينة أنزا.